# Billy's Stratagem
Billy's Stratagem é um filme mudo norte-americano de 1912, do gênero drama, dirigido por D. W. Griffith e distribuído pela General Film Company.